# Marrupe
Marrupe – gmina w Hiszpanii, w prowincji Toledo, w Kastylii-La Mancha, o powierzchni 10,5 km². W 2011 roku gmina liczyła 175 mieszkańców.